# Andy Sneap
Andy Sneap (* 18. července 1969, Belper, Derbyshire) je anglický kytarista, producent a zvukový inženýr.
Sneap je jedním z nejaktivnějších producentů na metalové scéně; pracoval na více než 100 albech například od skupin Accept, Saxon, Arch Enemy, Opeth, Amon Amarth, Exodus, Megadeth, Blaze Bayley, Elegant Weapons, Kreator, Fear Factory, Testament, Overkill, Machine Head, Dream Theater a Judas Priest.

## Kariéra
Sneap v roce 1984 se připojil do heavymetalové skupiny Hydra jako druhý kytarista. O pár týdnů později se skupina rozpadla z důvodu odchodu dvou původních členů. Zbytek zbývajících členů v roce 1985 založila novou trashmetalovou skupinu s názvem Sabbat. Skupina měla koncem 80. let slibnou kariéru a pozitivní ohlasy, ale v roce 1991 došlo k napětí uvnitř kapely z finančních důvodů. Skupina byla bohužel obětí špatného managementu a vydavatelstvím Noise, následně se rozpadla. Mezi lety 1985 a 1991 vydali tři studiové alba.
Od roku 1994 se převážně věnuje produkční práci. V roce 2008 se stal členem britské heavymetalové skupiny Hell.
Sneap se v roce 2018 stal hostujícím členem Judas Priest poté, co dlouholetý kytarista Glenn Tipton musel ze zdravotních důvodu odstoupit z turné.